# Västlig kolvlav
Västlig kolvlav (Pilophorus strumaticus) är en lavart som beskrevs av Nyl. ex Cromb. Västlig kolvlav ingår i släktet Pilophorus och familjen Cladoniaceae.  Arten är nationellt utdöd i Sverige.Inga underarter finns listade i Catalogue of Life.